# Sudetendeutsche Landsmannschaft in Österreich
Die Sudetendeutsche Landsmannschaft in Österreich (SLÖ) ist ein Vertriebenenverband, der 1953 mit dem Anspruch gegründet wurde, alle in Österreich lebenden Sudetendeutschen bzw. deren Nachkommen politisch zu vertreten. Die Landsmannschaft ist Mitglied des Verbandes der deutschen altösterreichischen Landsmannschaften in Österreich (VLÖ), überparteilich und gliedert sich in einen Bundesverband und in sieben Landesverbände (Wien, Niederösterreich und Burgenland, Oberösterreich, Salzburg, Tirol, Kärnten und den Kulturverband der Südmährer). Bundesobmann ist seit 2023 Rüdiger Stix, sein Stellvertreter u. a. Wolfram Waldl.
Die Hauptziele der SLÖ sind: „.. unabhängig von Abkommen und Verträgen, den legitimen Anspruch der Sudetendeutschen auf ihre angestammte Heimat“ einzufordern. Aber auch die Annullierung jener „Beneš-Dekrete“, die „Kollektivschuld“ und „schwere Verletzungen der Menschenrechte“ betreffen.
Im „Haus der Heimat“ in Wien, Sitz der SLÖ wie auch des VLÖ und weiterer landsmannschaftlicher Vertriebenenverbände, wurde ein „Dokumentationsarchiv der Sudetendeutschen“ eingerichtet, welches den Zweck hat, alles zur Kultur und Geschichte der Sudetendeutschen zu sammeln und zu dokumentieren. Das offizielle Organ der Landsmannschaft ist die Sudetenpost.

## Führung

### Bundesobmänner
- 1953–1971 Emil Michl
- 1971–1978 Emil Schembera
- 1978–1986 Josef Koch
- 1987–2000 Karsten Eder
- 2000–2023 Gerhard Zeihsel
- ab 2023 Rüdiger Stix

## Heimat- und Bezirksgruppen
- Böhmerwaldbund
- Bruna
- Bund der Nordböhmen – Riesengebirgler, Reichenberg, Friedland
- Humanitärer Verein der Schlesier – Jägerndorf – Freudenthal
- Kuhländchen – Neutitschein
- Grulich – Landskron – Adlergebirge
- Kulturverein Südmährerhof
- Neubistritz
- Nordmähren – Sternberg – Mährisch Schönberg
- Zwittauer – Müglitzer
- Dachverband der Südmährer